# Persone di nome Javier
| Questa pagina contiene informazioni ricavate automaticamente dalle voci biografiche con l'ausilio del template Bio e di un bot. L'aggiornamento è periodico e automatico e ricostruisce completamente la pagina. Se manca una persona in questa lista, sei pregato di non aggiungerla, ma accertati piuttosto che la sua voce biografica contenga il template Bio e che i dati anagrafici siano correttamente compilati. Se il template Bio manca, inseriscilo tu stesso o, in alternativa, metti l'avviso {{tmp\|Bio}} che ne segnala la mancanza. Se i dati riportati sono sbagliati, correggi direttamente la voce biografica; le modifiche saranno visibili in questa lista entro pochi giorni. Per chiarimenti vedi il progetto antroponimi. La lista contiene solo le 281 persone che sono citate nell'enciclopedia e per le quali è stato implementato correttamente il template Bio. Pagina aggiornata al 22 lug 2025. |

Questa è una lista di persone presenti nell'enciclopedia che hanno il nome Javier, suddivise per attività principale.

## Allenatori di calcio(18)
- Javier Aguirre, allenatore di calcio e ex calciatore messicano (Città del Messico, n. 1958)
- Javier Álvarez Arteaga, allenatore di calcio e ex calciatore colombiano (Medellín, n. 1958)
- Javier Baraja, allenatore di calcio e ex calciatore spagnolo (Valladolid, n. 1980)
- Javier Fernández Cabrera, allenatore di calcio spagnolo (Madrid, n. 1984)
- Javier Calleja, allenatore di calcio e ex calciatore spagnolo (Madrid, n. 1978)
- Javier Clemente, allenatore di calcio e ex calciatore spagnolo (Barakaldo, n. 1950)
- Javier Gandolfi, allenatore di calcio e ex calciatore argentino (San Lorenzo, n. 1980)
- Javi Gracia, allenatore di calcio e ex calciatore spagnolo (Pamplona, n. 1970)
- Javier Irureta, allenatore di calcio e ex calciatore spagnolo (Irún, n. 1948)
- Javier Klimowicz, allenatore di calcio e ex calciatore argentino (Córdoba, n. 1977)
- Javier Mascherano, allenatore di calcio e ex calciatore argentino (San Lorenzo, n. 1984)
- Javier Morales, allenatore di calcio e ex calciatore argentino (Buenos Aires, n. 1980)
- Javier Sanguinetti, allenatore di calcio e ex calciatore argentino (Lomas de Zamora, n. 1971)
- Javier Saviola, allenatore di calcio, ex giocatore di calcio a 5 e ex calciatore argentino (Buenos Aires, n. 1981)
- Javier Subirats, allenatore di calcio e ex calciatore spagnolo (Paterna, n. 1957)
- Javier Torrente, allenatore di calcio argentino (Rosario, n. 1969)
- Javier Torres Gómez, allenatore di calcio e ex calciatore spagnolo (Madrid, n. 1970)
- Javier de la Torre, allenatore di calcio e calciatore messicano (Aguascalientes, n. 1923 - † 2006)

## Allenatori di calcio a 5(2)
- Javier Guisande, allenatore di calcio a 5 e ex giocatore di calcio a 5 argentino (n. 1975)
- Javier Rodríguez Nebreda, allenatore di calcio a 5 e ex giocatore di calcio a 5 spagnolo (Santa Coloma de Gramenet, n. 1974)

## Allenatori di pallacanestro(3)
- Javier Espíndola, allenatore di pallacanestro uruguaiano (n. 1956 - † 2021)
- Javier Juárez, allenatore di pallacanestro spagnolo (Teruel, n. 1969)
- Javier Zamora, allenatore di pallacanestro spagnolo (Madrid, n. 1984)

## Altisti(1)
- Javier Sotomayor, ex altista cubano (Limonar, n. 1967)

## Arbitri di calcio(2)
- Javier Castrilli, ex arbitro di calcio argentino (Buenos Aires, n. 1957)
- Javier Estrada Fernández, arbitro di calcio spagnolo (Lleida, n. 1976)

## Architetti(2)
- Javier Barroso, architetto, calciatore e dirigente sportivo spagnolo (Madrid, n. 1903 - Madrid, † 1990)
- Javier Senosiain, architetto messicano (Città del Messico, n. 1948)

## Arcivescovi cattolici(1)
- Javier Augusto Del Río Alba, arcivescovo cattolico peruviano (Lima, n. 1957)

## Artisti(2)
- Javier Mariscal, artista spagnolo (Valencia, n. 1950)
- Javier Pérez, artista e scultore spagnolo (Bilbao, n. 1968)

## Astisti(1)
- Javier García-Chico, ex astista spagnolo (Barcellona, n. 1966)

## Astronomi(1)
- Javier Licandro, astronomo spagnolo

## Attori(13)
- Javier Ambrossi, attore, produttore televisivo e sceneggiatore spagnolo (Madrid, n. 1984)
- Javier Bardem, attore spagnolo (Las Palmas de Gran Canaria, n. 1969)
- Javier Beltrán, attore spagnolo (Barcellona, n. 1983)
- Javier Botet, attore spagnolo (Ciudad Real, n. 1977)
- Javier Calvo, attore spagnolo (Murcia, n. 1991)
- Javier Cámara, attore spagnolo (Albelda de Iregua, n. 1967)
- Harvey Guillén, attore e doppiatore statunitense (Contea di Orange, n. 1990)
- Javier Gutiérrez Álvarez, attore spagnolo (Luanco, n. 1971)
- Javier Jattin, attore e modello colombiano (Barranquilla, n. 1983)
- Javier Muñoz, attore e cantante statunitense (Brooklyn, n. 1975)
- Javier Peña, attore spagnolo (n. 1968)
- Javier Rey, attore spagnolo (Noia, n. 1980)
- Javier Viñas, attore e doppiatore spagnolo

## Avvocati(2)
- Javier Corral Jurado, avvocato, giornalista e politico messicano (El Paso, n. 1966)
- Javier Duarte de Ochoa, avvocato e politico messicano (Veracruz, n. 1973)

## Canoisti(1)
- Javier Hernanz, canoista, modello e personaggio televisivo spagnolo (Oviedo, n. 1983)

## Cantanti(1)
- Javier García, cantante spagnolo (Madrid, n. 1974)

## Cantautori(1)
- Javier Colon, cantautore statunitense (Stratford, n. 1978)

## Cardinali(1)
- Javier Lozano Barragán, cardinale e arcivescovo cattolico messicano (Toluca, n. 1933 - Roma, † 2022)

## Cestisti(22)
- Javier Beirán, cestista spagnolo (Madrid, n. 1987)
- Javier Bulfoni, ex cestista argentino (Casilda, n. 1976)
- Javier Carter, cestista statunitense (Cleveland, n. 1991)
- Javier Colón, ex cestista portoricano (Ponce, n. 1969)
- Javier Duren, ex cestista statunitense (St. Louis, n. 1993)
- Xavi Fernández, ex cestista spagnolo (L'Hospitalet de Llobregat, n. 1968)
- Javier García Sánchez, cestista spagnolo (Saragozza, n. 2001)
- Javier García Coll, ex cestista e allenatore di pallacanestro spagnolo (Madrid, n. 1964)
- Javier González García, ex cestista spagnolo (Albacete, n. 1968)
- Javier Justiz, ex cestista cubano (Santiago di Cuba, n. 1992)
- Javier Marín, cestista spagnolo (Saragozza, n. 1994)
- Javier Martínez Miranda, cestista paraguaiano (Asunción, n. 1978)
- Javier Martínez, ex cestista americo-verginiano (Christiansted, n. 1993)
- Javier Mojica, cestista statunitense (Auburn, n. 1984)
- Javier Pérez Iniesta, ex cestista spagnolo (Madrid, n. 1970)
- Javier Rodríguez Pérez, ex cestista e allenatore di pallacanestro spagnolo (O Porriño, n. 1979)
- Javier Saiz, cestista argentino (Córdoba, n. 1994)
- Javi Salgado, ex cestista e allenatore di pallacanestro spagnolo (Bilbao, n. 1980)
- Javier Sanjuán, cestista spagnolo (Saragozza, n. 1939 - Barcellona, † 2021)
- Javi Vega, cestista spagnolo (Madrid, n. 1988)
- Javier Villeta, ex cestista portoricano (Caguas, n. 1958)
- Javier Zavala, ex cestista messicano (n. 1972)

## Ciclisti su strada(8)
- Javier Mejías, ex ciclista su strada spagnolo (Madrid, n. 1983)
- Javier Moreno, ex ciclista su strada spagnolo (Jaén, n. 1984)
- Javier Murguialday, ex ciclista su strada spagnolo (Salvatierra, n. 1962)
- Javier Otxoa, ciclista su strada e paraciclista spagnolo (Barakaldo, n. 1974 - Alhaurín de la Torre, † 2018)
- Javier Pascual Llorente, ex ciclista su strada spagnolo (Alfaro, n. 1971)
- Javier Pascual Rodríguez, ex ciclista su strada spagnolo (La Virgen del Camino, n. 1971)
- Javier Ramírez, ex ciclista su strada spagnolo (Carmona, n. 1978)
- Javier Romo, ciclista su strada e ex triatleta spagnolo (Villafranca de los Caballeros, n. 1999)

## Compositori(4)
- Javier Bayon, compositore spagnolo (Barcellona, n. 1980)
- Javier Busto, compositore e direttore di coro spagnolo (Hondarribia, n. 1949)
- Javier Navarrete, compositore spagnolo (Teruel, n. 1956)
- Javier Parrado, compositore boliviano (La Paz, n. 1964)

## Direttori della fotografia(1)
- Javier Aguirresarobe, direttore della fotografia spagnolo (Eibar, n. 1948)

## Dirigenti sportivi(2)
- Javier Lozano, dirigente sportivo, allenatore di calcio a 5 e ex giocatore di calcio a 5 spagnolo (Toledo, n. 1960)
- Javier Zanetti, dirigente sportivo e ex calciatore argentino (Buenos Aires, n. 1973)

## Economisti(1)
- Javier Fernández Aguado, economista e saggista spagnolo (Madrid, n. 1961)

## Esperantisti(1)
- Javier Alcalde, esperantista e pacifista spagnolo (Barcellona, n. 1978)

## Generali(1)
- Javier Salto Martínez-Avial, generale spagnolo (Madrid, n. 1955)

## Ginnasti(1)
- Javier Gómez Fuertes, ginnasta spagnolo (Mataró, n. 1986)

## Giocatori di calcio a 5(11)
- Javier Ortiz, giocatore di calcio a 5 colombiano (Bello, n. 1989)
- Javier Corvatta, giocatore di calcio a 5 argentino (Buenos Aires, n. 1993)
- Javier Eseverri, ex giocatore di calcio a 5 spagnolo (Pamplona, n. 1977)
- Javier García Moreno, giocatore di calcio a 5 spagnolo (Albacete, n. 1991)
- Javier Limones, ex giocatore di calcio a 5 spagnolo (Madrid, n. 1975)
- Javier Lorente, ex giocatore di calcio a 5 spagnolo (Madrid, n. 1970)
- Javier López, giocatore di calcio a 5 argentino (Buenos Aires, n. 1982)
- Javier Orol, ex giocatore di calcio a 5 spagnolo (Madrid, n. 1973)
- Javier Rodríguez Rodríguez, giocatore di calcio a 5 spagnolo (San Sebastián de la Gomera, n. 1989)
- Javier Adolfo Salas, giocatore di calcio a 5 paraguaiano (Asunción, n. 1993)
- Javier Sánchez, ex giocatore di calcio a 5 spagnolo (Cáceres, n. 1971)

## Giocatori di football americano(2)
- Javier Arenas, giocatore di football americano statunitense (Tampa, n. 1987)
- Javier Carrasco Sanz, giocatore di football americano spagnolo (Madrid, n. 1995)

## Giornalisti(1)
- Javier Valdez Cárdenas, giornalista e scrittore messicano (Culiacán, n. 1967 - Culiacán, † 2017)

## Giuristi(1)
- Javier Hervada, giurista spagnolo (Barcellona, n. 1934 - Pamplona, † 2020)

## Insegnanti(1)
- Javier Echeverrìa, docente spagnolo (Pamplona, n. 1948)

## Martellisti(1)
- Javier Cienfuegos, martellista spagnolo (Montijo, n. 1990)

## Matematici(1)
- Javier Perez-Capdevila, matematico cubano (Guantánamo, n. 1963)

## Mezzofondisti(1)
- Javier Álvarez, ex mezzofondista spagnolo (Pontevedra, n. 1943)

## Militari(1)
- Alonso Fernández de Lugo, militare spagnolo (Sanlúcar de Barrameda - San Cristóbal de La Laguna, † 1525)

## Nuotatori(3)
- Javier Acevedo, nuotatore canadese (Scarborough, n. 1998)
- Javier Noriega, nuotatore spagnolo (Toledo, n. 1980)
- Javier Ruisanchez, nuotatore artistico portoricano (San Juan, n. 1997)

## Ostacolisti(2)
- Javier Culson, ostacolista portoricano (Ponce, n. 1984)
- Javier Moracho, ex ostacolista spagnolo (Monzón, n. 1957)

## Pallavolisti(4)
- Javier Concepción, pallavolista cubano (L'Avana, n. 1997)
- Javier Filardi, pallavolista argentino (Córdoba, n. 1980)
- Javier González, pallavolista cubano (Nueva del Pilar, n. 1983)
- Javier Jiménez, pallavolista cubano (Matanzas, n. 1989)

## Pattinatori artistici su ghiaccio(1)
- Javier Fernández López, ex pattinatore artistico su ghiaccio spagnolo (Madrid, n. 1991)

## Piloti automobilistici(1)
- Javier Villa, pilota automobilistico spagnolo (Colunga, n. 1987)

## Piloti motociclistici(1)
- Javier Forés, pilota motociclistico spagnolo (Llombai, n. 1985)

## Poeti(1)
- Javier Payeras, poeta, romanziere e saggista guatemalteco (Città del Guatemala, n. 1974)

## Politici(3)
- Javier Milei, politico, economista e scrittore argentino (Buenos Aires, n. 1970)
- Javier Pérez de Cuéllar, politico e diplomatico peruviano (Lima, n. 1920 - Lima, † 2020)
- Javier Valle Riestra, politico e avvocato peruviano (Lima, n. 1932 - Lima, † 2024)

## Poliziotti(1)
- Javier F. Peña, poliziotto statunitense (Kingsville, n. 1958)

## Registi(5)
- Javier Aguirre, regista, sceneggiatore e direttore della fotografia spagnolo (San Sebastián, n. 1935 - Madrid, † 2019)
- Javier Fesser, regista e sceneggiatore spagnolo (Madrid, n. 1964)
- Javier Fuentes-León, regista peruviano (Lima, n. 1968)
- Javier Ruiz Caldera, regista spagnolo (Viladecans, n. 1976)
- Javier Setó, regista e sceneggiatore spagnolo (Lérida, n. 1926 - Madrid, † 1969)

## Rugbisti a 15(3)
- Javier Ortega Desio, rugbista a 15 argentino (Paraná, n. 1990)
- Javier Pértile, ex rugbista a 15 argentino (General San Martín, n. 1968)
- Javier Rojas, rugbista a 15 argentino (San Miguel de Tucumán, n. 1991)

## Sassofonisti(1)
- Javier Girotto, sassofonista, compositore e arrangiatore argentino (Córdoba, n. 1965)

## Schermidori(3)
- Javier García Delgado, schermidore spagnolo (La Bañeza, n. 1976)
- Javier Gutiérrez, schermidore cileno (n. 1972)
- Javier Menéndez, ex schermidore spagnolo (L'Avana, n. 1981)

## Scrittori(7)
- Javier Castillo, scrittore spagnolo (Mijas, n. 1987)
- Javier Cercas, scrittore e saggista spagnolo (Ibahernando, n. 1962)
- Javier Marías, scrittore, traduttore e giornalista spagnolo (Madrid, n. 1951 - Madrid, † 2022)
- Javier Moro, scrittore e sceneggiatore spagnolo (Madrid, n. 1955)
- Javier Negrete, scrittore e docente spagnolo (Madrid, n. 1964)
- Javier Sicilia, scrittore e attivista messicano (Città del Messico, n. 1956)
- Javier Sierra, scrittore e giornalista spagnolo (Teruel, n. 1971)

## Taekwondoka(1)
- Javier Pérez Polo, taekwondoka spagnolo (San Fernando de Henares, n. 1996)

## Tennisti(2)
- Javier Frana, ex tennista argentino (Rafaela, n. 1966)
- Javier Sánchez, ex tennista spagnolo (Pamplona, n. 1968)

## Tuffatori(1)
- Javier Illana, tuffatore spagnolo (Madrid, n. 1985)

## Vescovi cattolici(3)
- Javier Azagra Labiano, vescovo cattolico spagnolo (Pamplona, n. 1923 - Murcia, † 2014)
- Javier Echevarría Rodríguez, vescovo cattolico spagnolo (Madrid, n. 1932 - Roma, † 2016)
- Javier Salinas Viñals, vescovo cattolico spagnolo (Valencia, n. 1948)